# Nacionalni park Plitvička jezera
Nacionalni park Plitvička jezera osobita je geološka i hidrogeološka krška pojava.
Kompleks Plitvičkih jezera proglašen je nacionalnim parkom 8. travnja 1949. godine. To je najveći, najstariji i najposjećeniji hrvatski nacionalni park. Predstavlja šumovit planinski kraj u kojem se nalazi 16 jezera različite veličine, ispunjenima kristalnom modrozelenom vodom. Jezera dobivaju vodu od brojnih rječica i potoka, a međusobno su spojena kaskadama i slapovima. Sedrene barijere, koje su nastale u razdoblju od desetak tisuća godina, jedna su od temeljnih osobitosti Parka. Poseban zemljopisni položaj i specifične klimatske značajke pridonijeli su nastanku mnogih prirodnih fenomena i bogatoj biološkoj raznolikosti. Sedreni sedimenti oblikovani su od pleistocena do danas u vrtačama i depresijama između okolnih planina. Gornja jezera na jugu pretežno se sastoje od dolomita, a Donja jezera na sjeveru od vapnenačkih stijena. 2010-ih pojavila su se nova dva, Sedamnaesto jezero i osamnaesto jezero koja su nastala čovjekovim djelovanjem, no ona nisu ni čista ni estetski lijepa kao ostala.
Cjelinu je UNESCO proglasio svjetskom prirodnom baštinom, 1979. godine, među prvima u svijetu. Park je podijeljen na užu i širu zonu prema stupnju zaštite. Nalazi se na području dvije županije, 91 % parka je u Ličko-senjskoj županiji, a 9 % u Karlovačkoj županiji.
Na Plitvičkim jezerima nalazi se i izvor rijeke Korane, koja se napaja vodom iz jezera. Klima u nacionalnom parku je umjerena planinska.
Prvi ozbiljni počeci turizma na Plitvičkim jezerima potječu 1861. godine.  Godine 2011. bilo je više od milijun posjetitelja po prvi puta u povijesti ovog nacionalnog parka.
Mnogi su istraživači pridonijeli poznavanju i razvoju Plitvičkih jezera, a od njih se posebno izdvaja Ivo Pevalek, kojemu je podignuta i spomen-ploča.

## Opći podaci
Ukupna površina je 29.685 hektara, od čega jezera čine 200 ha, šume 13.320 ha, a ostalo su travnjaci i ostale površine. Prosječna nadmorska visina je 600 m. Najniža točka je 367 m na Koranskom mostu, a najviša 1279 m na Seliškom vrhu. Godine 2006., bilo je 866.218 posjetitelja. Nalazi se na području dvije županije, 91 % parka je u Ličko-senjskoj županiji, a 9 % u Karlovačkoj županiji. Park je podijeljen na užu i širu zonu prema stupnju zaštite.

### Naziv
Dominik Vukasović, župnik iz Otočca, prvi put spominje naziv "Plitvice" u pisanom dokumentu iz 1777. godine. Ime potječe od riječi "pličina" ili "plitvak". Stoljećima, voda je taložila vapnenac i nastajali su plitki bazeni (pličine ili plitvice).
Neki znanstvenici smatraju da ime Parka potječe od rijeke Plitvice, koja se ulijeva u Plitvička jezera na donjem i završnom dijelu jezera. Obližnje selo nosi isto ime.

### Položaj
Plitvička jezera nalaze se između planina Male Kapele na zapadu i Plješivice na istoku usred Dinarskog planinskog masiva. Nacionalni park nalazi se uz državnu cestu D1 Zagreb – Split između Slunja i Korenice u neposrednoj blizini Bosne i Hercegovine. Veća mjesta u blizini su: Ogulin, Rakovica, Otočac, Gospić u Hrvatskoj te Bihać u BIH.
Najkraća zračna udaljenost između jadranske obale i Parka iznosi 55 km. Cestom do primorskog gradića Senja udaljen je oko 60 km.
S autoceste A1 do Parka, može se doći izlaskom na čvoru Otočac sa sjevera ili na čvoru Gornja Ploča s juga.
Najbliže zračne luke su: Zadar, Zagreb i Rijeka. Najbliže željezničke stanice su Josipdol g prijevoza lako se može doći do Parka, izravnim linijama iz Zagreba, Karlovca, Zadra ili Splita.

## Klima
Prosječna godišnja količina oborina iznosi 1500 mm. Najveća količina kiše obično padne u proljeće i jesen. Prosječna relativna vlažnost zraka iznosi 81,8 %. U siječnju je prosječna temperatura 2,2 °C. Tijekom ljetnih mjeseci u srpnju i kolovozu, temperatura raste na 17,4 °C. Prosječna godišnja temperatura iznosi 7,9 °C. Snijeg pada od studenog do ožujka. Jezera su obično zamrznuta tijekom prosinca i siječnja.
Temperatura vode na izvorima obično je ispod 10 °C. U rječicama i jezerima, temperatura vode raste do 20 °C. Temperatura voda može jako oscilirati. Tako je 7. srpnja 1954. u jezeru Kozjak na dubini od 4 m, temperatura bila 18,9 °C. Na dubini od 20 m, izmjerena je temperatura od 5 °C. Na 44 m dubine, gotovo na dnu jezera, izmjerena je temperatura od 4,1 °C.

## Jezera
Nacionalni park sastoji se od 16 jezera, koja se stepenasto prelijevaju i silaze jedno u drugo u nizu od 5460 m zračne linije. Jezera se dijele na Gornja i Donja jezera. Gornja jezera su: Prošćansko jezero, Ciginovac, Okrugljak, Batinovac, Veliko jezero, Malo jezero, Vir, Galovac, Milino jezero, Gradinsko jezero, Veliki Burget i Kozjak. Donja jezera su: Milanovac, Gavanovac, Kaluđerovac i Novakovića Brod.
Jezera natapaju vode Crne i Bijele rijeke s pritoka te Rječica i njene pritoke. Ima mnogo izvora, na kojima voda obilno izvire. To su tipična krška vrela nastala na rasjedima propusnih i nepropusnih geoloških formacija.
Najveće jezero je Kozjak s 81,5 hektara površine, ujedno i najdublje s 47 m. Prošćansko jezero je drugo po veličini i proteže se od juga prema sjeveru u duljini od 2,5 km.
Na Gornjim jezerima uglavnom je dolomitna geološka građa, a na Donjima od vapnenca. Spilja ima oko 30. Sedrene barijere, koje dijele jedno jezero od drugoga su od vapnenca istaloženog iz vode. Građa sedrenih barijera je vrlo osjetljiva i krhka pa zahtijeva visok stupanj zaštite. Tri glavna elementa su: obilje vode, sedrotvorci i sedra. Bez vode ne bi bilo ni jezera ni slapova ni bujne vegetacije. Sedrotvorci su biljke, koje stvaraju sedrene stijene i mijenjaju oblik jezera i jezerska korita. Sedrene barijere su biološki fenomen izuzetne ljepote.
Jedan od najljepših slapova na Plitvicama – slap između Milanovca i Gavanovca nazvan je "slap Milke Trnine" po hrvatskoj opernoj primadoni.
| Jezero                       | Nadmorska visina (m) | Površina (ha) | Dubina (m) | Grupa         |
| ---------------------------- | -------------------- | ------------- | ---------- | ------------- |
| Prošćansko jezero            | 636                  | 68,0          | 37         | Gornja jezera |
| Ciginovac                    | 620                  | 7,5           | 11         | Gornja jezera |
| Okrugljak                    | 613                  | 4,1           | 15         | Gornja jezera |
| Batinovac                    | 610                  | 1,5           | 5          | Gornja jezera |
| Veliko jezero (Crno jezero)  | 607                  | 1,5           | 8          | Gornja jezera |
| Malo jezero (Mali Jovinovac) | 605                  | 2,0           | 10         | Gornja jezera |
| Vir                          | 598                  | 0,6           | 4          | Gornja jezera |
| Galovac                      | 582                  | 12,5          | 24         | Gornja jezera |
| Milino jezero                | 564                  | 1,0           | 1          | Gornja jezera |
| Gradinsko jezero (Jezerce)   | 553                  | 8,1           | 10         | Gornja jezera |
| Veliki Burget                | 545                  | 0,1           | 2          | Gornja jezera |
| Kozjak                       | 534                  | 81,5          | 46         | Gornja jezera |
| Milanovac                    | 523                  | 3,2           | 18         | Donja jezera  |
| Gavanovac                    | 514                  | 1,0           | 10         | Donja jezera  |
| Kaluđerovac                  | 505                  | 2,1           | 13         | Donja jezera  |
| Novakovića Brod              | 503                  | 0,4           | 3          | Donja jezera  |
| Plitvička jezera             |                      | 217,0         |            |               |

## Topografija
Poseban zemljopisni položaj i specifične klimatske značajke pridonijeli su nastanku mnogih prirodnih fenomena i bogatoj biološkoj raznolikosti na području Parka. Unatoč blizini mediteranske klimatske regije, prevladava umjerena planinska klima utjecaja zbog Velebita, koji djeluje kao klimatski separator između primorske regije i visoravni Like.
Dostupnost vode, pod utjecajem konfiguracije terena ima veliki utjecaj na biološku raznolikost ovog područja. Nacionalni park nalazi se u Plitvičkoj visoravni koja je okružena s tri planine koje su dio Dinarida: Plješivica (vrh Gola Plješevica 1649m), Mala Kapela (Seliški vrh na 1279m) i Medveđak (889m).
Šumovita brda služe kao rezervoari vode. Ona su također utočište za mnoge životinjske vrste. Velika razlika u nadmorskoj visini u uskom prostoru između planina na jugu i rijeke Korane na sjeveru također predstavlja značajan razlog za biološku raznolikost u ovoj regiji. Ukupna razlika u nadmorskoj visini na području nacionalnog parka iznosi 912 m (najvišu nadmorsku visinu ima Seliški vrh na 1279 m, a najniža je 367 m na mostu preko rijeke Korane).
Sedreni sedimenti oblikovani su od pleistocena do danas u vrtačama i depresijama između okolnih planina. Gornja jezera na jugu pretežno se sastoje od dolomita, a Donja jezera na sjeveru od vapnenačkih stijena. Dolomitne stijene imaju manju vodopropusnost. Nasuprot tome, vapnenačke stijene su kompaktne i masivna, ali i vodopropusnije.
Iz zračne perspektive vide se značajne razlike između krajolika Gornjih i Donjih jezera. Na Gornjim jezerima ima 12 jezera paralelno poredanih i malog protoka vode. Donja jezera su manja  i oblikovala su kanjon rijeke Korane, koja dalje nastavlja teći prema Slunju i Karlovcu.
Na jugu parka nalazi se ušće dvije male rijeke: Bijele i Crne rijeke. Ove rječice teku južno od Plitvičkog Ljeskovca i ujedinjuju se na jednom od mostova u tom selu. Nadalje čine zajedno jednu rječicu, koja se zove Matica. Potok Sušanj ulijeva se u jezera u uvali Liman, dijelu Prošćanskog jezera. Vodu dobiva iz trajnih izvora, ali količina vode varira. Privremeno, voda iz drugih, najčešće mrtvih potoka doseže do Prošćanskog jezera sa zapada.
Rječica Plitvica doseže lanac Plitvičkih jezera na sjevernom kraju preko Velikog slapa. Ovo mjesto zove se Sastavci. Vodena masa Plitvičkih jezera i rječice Plitvice slijeva se iz Sastavaka  u Koranu.

### Podzemlje i krški svijet
Podzemna se konfiguracija Plitvička jezera sastoji od raznih geoloških osobitosti. Cijelo područje Nacionalnog parka pripada u krškim područjima jugoistočne Europe. Tipična su osobitost krhke i porozne stijene, uglavnom vapnenac i dolomit. Ova je konfiguracija bogata različitim geomorfološkim pojavama, kao što su ponori, krška polja, uvale, vrtače, škrape i sl.
Do sada je malo poznato o tome i tek trebaju uslijediti znanstvena istraživanja. Najveći se dio krških prirodnih pojava odvija pod zemljom, gdje postoji obilje vode, ponajviše u obliku razvijenih sustava podzemnih rijeka ponornica. Kad voda naiđe na nepropusne stijene, izlazi na površinu.
Nacionalni je park bogat krškim stijenama (uglavnom dolomit i vapnenac). Od više špilja, za posjetitelje su otvorene špilja Golubnjača (145 m) i Šupljara (68 m) iznad jezera Kaluđerovca. Ostale su špilje Mračna špilja (160 m), špilja Vila Jezerkinje (104 m) i Golubnjača na Homoljačkom polju (153 m). U sklopu nacionalnog parka, postoji nekoliko jama, kao što su Čudinka (-203 m) ili Jama na Vršiću (-154 m, dužine 110 m). U Rodića-špilji na Sertić Poljani i u Mračnoj špilji na Donjim jezerima, pronađene su kosti špiljskog medvjeda.

## Geologija
Fenomeni Plitvičkih jezera rezultat su stoljetnih procesa i taloženja vapnenca, koji je obilno prisutan u vodama ovog krškog područja. Sedimentacijom vapnenca nastale su sedre.
Posebnost je Plitvičkih jezera činjenica da su jezera spojena. Zbog stalnih promjena nije moguće pojedinačno analizirati pojedina jezera. Vodene mase gornjeg i donjeg dijela sustava jezera kontinuirano mijenjaju jezera i okolni krajolik. Novi sedimenti i novi slapovi kontinuirano se oblikuju. U cjelini, kompleks jezera predstavlja vrlo osjetljiv i nestabilan ekosustav.
U geološkom smislu, fenomeni oblikovanja Plitvička jezera vrlo su mladi. Složeni procesi razlaganja i taloženja vapnenca zahtijevaju posebne klimatske uvjete. Oni su postojali od kraja ledenog doba (oko 12.000 do 15.000 godina).
Bitni čimbenici za nastanak plitvičkih prirodnih fenomena su vremenske i temperaturne prilike, kvaliteta vode i drugi prirodni čimbenici. Zasićenost kalcitom vrlo je visoka. Voda je jako mineralizirana, super-zasićena kalcijevim i magnezijevim hidrogenkarbonatima.
Razlaganje vapnenca vezano je za procese ugljične kiseline. U prirodnom okruženju, ugljična se kiselina (H2CO3) sastoji se od ugljikovog dioksida (CO2) iz zraka i kišnice (H2O). Vapnenac i dolomit sastoje se uglavnom od kalcita (CaCO3), koji se slabo otapa u vodi. Djelovanjem ugljične kiseline, od kalcita nastaje kalcijev hidrogenkarbonat (Ca(HCO3)2). To je prikazano u sljedećim formulama:
| H2O + CO2 ↔ H2CO3 ↔ H+ + HCO3- ↔ 2 H+ + CO32-   |
| CaCO3 + H2CO3 → Ca(HCO3)2                       |
| CaCO3 + H+ + HCO3- ↔ Ca2+ + 2 HCO3- ↔ Ca(HCO3)2 |

Jedinstven proces događa se na Plitvičkim jezerima s obzirom na druge slične pojave u svijetu. Ovdje je taloženje vapnenca i nastanak sedre dinamičan proces, a ne statički, koji se pojavljuje samo na jednom mjestu.
Još jedna posebna osobitost je utjecaj vegetacije u procesu taloženja. Vegetacijske barijere usporavaju protok vode. Voda se pritom znatno pjeni i tako su slapovi i kaskade atraktivniji. Na Plitvicama, ta interakcija između vode, zraka, stijena i vegetacije stalno je dinamična i promjenjiva.
Oko 30 km sjeverno od Parka, nalaze se Rastoke u središtu Slunja, koje se zovu i "mala Plitvička jezera", jer imaju slične fenomene. Tu se isprepliću rijeke Korana i Slunjčica.
Mjerenja količine ugljičnog dioksida u vodi pokazuju da odgovaraju kontinuiranim procesima taloženja na području Plitvičkih jezera. Količina ugljičnog dioksida na izvorima oko dvadeset je puta veća nego u atmosferi. Smanjuje se nizvodno. Rijeka Plitvica tako s vremenom gubi i do 97 % početne količine ugljičnog dioksida.
Sedra se na rijeci Korani javlja samo na prvih 10 do 15 km, čak i ako su na daljnjim kilometrima povoljni uvjeti po mjerenjima pH. Na dnu jezera Kozjak utvrđeno je stalno godišnje taloženje od 0,8 mm tijekom posljednjih 3000 godina. Godišnje, prepreke rastu i do 13 mm u visinu. Procesi formiranja sedre tako nadmašuju eroziju, koja bi uništila osjetljive barijere jezera. Procjenjuje se, da postoje taloženja sedre na dnu jezera stara 6000 ili čak 7000 godina.
Taloženje kalcijevog karbonata ne javlja se odmah na izvorima rijeka, koje se ulijevaju u Plitvička jezera. Za taloženje je potrebna određena razina mineralnog zasićenja. Na izvorima razina zasićena kreće se ispod 1. Za taloženje, razina zasićenja mora biti veća od 3, pH vrijednost vode mora biti iznad 8,0 (blago alkalna), a koncentracija otopljenog organskog ugljika mora biti manja od 10 mg/l.
Sedrene barijere rezultat su kontinuiranog procesa taloženja. Dok voda teče u tankim slojevima preko barijera, dolazi do taloženja karbonata iz vode. Povećava se količina ugljičnog dioksida CO2. Kalcijev karbonat izlučuje se u obliku mikrokristala koji se talože, u obliku naslaga sedre CaCO3. Ovaj fenomen posebno se javlja gdje ima mahovina, koje omogućuje bolje prianjanje kristala.
Tijekom vremena, starije prepreke mogu biti preplavljene porastom razine vode, jer su nove barijere prerasle stare. Prije 400 godina, postojala su dva jezera na mjestu današnjeg jezera Kozjak. U najnižem dijelu jezera, kod Matijaševića-drage, podvodne barijere visoke su 40 m, a protežu se 4 m ispod površine vode. Ove barijere oblikovale su veličanstveni vodopad u prošlosti.

### Utjecaj vegetacije na sedrene barijere
Mahovine, alge i vodeno bilje imaju važnu ulogu u oblikovanju jedinstvenog krajolika Plitvičkih jezera i sedrenih barijera. Biljke vežu ugljični dioksid iz vode u procesu fotosinteze i proizvode kisik. Usput se taloži hidrogenkarbonat.
Najviše istraživanja na Plitvicama imao je hrvatski znanstvenik Ivo Pevalek. Zahvaljujući njemu, Plitvička jezera dobila su nacionalnu i svjetsku zaštitu. Nedavna znanstvena istraživanja pokazuju, da vegetacija nije prvenstveno zaslužna za izlučivanje karbonata iz protočne vode. Međutim, biljke neizravno pridonose nastanku sedre. Ključni čimbenici za taloženje su: usporavanje vode, prozračivanje i prskanje. Mahovina služi kao supstrat za taloženje. Važni su i milijuni mikroskopski malih bakterija i algi, koje rastu na mahovinama. One izlučuju sluz, koja je važna u mikrokristalizaciji kalcita. Najznačajnije su mahovine iz rodova Bryum i Cratoneuron.
Mladi izdanci mahovina zeleni su i meki te uglavnom bez sedre, dok su stariji izbojci u potpunosti pokriveni i okamenjeni. Mahovine potiču ne samo nastanak sedrenih barijera, nego postaju i dio barijere. Starije sedrene barijere ispunjene su fosiliziranim algama i mahovinama. Ova vrsta sedre tipična je za Plitvička jezera.
Iako vegetacija ima pozitivne učinke na oblikovanje sedre, prekomjerne koncentracije organskih tvari u vodi imaju negativne učinke na ove procese. Ako ima previše biljaka, negativni su učinci na taloženje minerala. Korana nizvodno od mosta na Korani ima jako kratak proces taloženja sedre, unatoč supersaturaciji kalcijeva bikarbonata, zbog prevelike koncentracije organske tvari u vodi. Uprava Parka sustavno je počela uklanjati prekomjernu vegetaciju duž sedrenih barijera. Čistoća vode odlučujući je čimbenik za nastanak sedre. Vrijednost otopljenog ugljika u vodi jedva prelazi 2,5 mg/L na Gornjim jezerima (Matica). Na Donjim jezerima veće su koncentracije od 5,15 mg/L. Na izvorima ostalih hrvatskih rijeka u krškom području utvrđene su slične koncentracije.
Štetno su djelovale nekadašnje otpadne vode iz hotela i poljoprivredne aktivnosti u okolici jezera. To je dovelo do povećanja eutrofikacije u jezerima (povećana koncentracija organske tvari u vodi). Za budući nastanak sedre, neophodno je zaštititi ovo izuzetno osjetljivo područje od štetnog utjecaja čovjeka. Od 2006. godine, strogo je zabranjeno kupanje u jezerima. Prije je bilo dopušteno kupanje na jezeru Kozjak.

## Šume i ostali biljni svijet
Već 1883. godine, pojas šuma koji okružuje jezera i izvore proglašen je odvojenom zonom, gdje je bila zabranjena sječa drveća. Oko 2/3 Parka pokriveno je šumom. One su dio Nacionalne ekološke mreže i europskog projekta zaštite prirodne baštine NATURA 2000.
Šume i voda uzajamno su povezani i jedno bez drugoga ne mogu opstati. Šuma zadržava, čuva i pročišćava velike količine vode. U području Parka nalazi se velika površina vrlo kvalitetnih šuma, uključujući i prašume, koje predstavljaju vrhunsko stanište za životinjski svijet. Šume Plitvičkih jezera stanište su tri velika europska mesojeda: smeđeg medvjeda, vuka i risa. Mnogobrojne vrste djetlića i šumskih sova svjedoče o visokoj kvaliteti i prirodnosti staništa.
Najčešća vrsta drveća je bukva, koja raste u šumskim zajednicama brdske bukove šume s mrtvom koprivom (Lamio orvale-Fagetum) i bukve s bijelim šašem (Carici albae-Fagetum). Sljedeća vrsta po brojnosti je jela, koja raste u dinarskim bukovo-jelovim šumama (Omphalodo-Fagetum). Obje vrste su skiofiti, mogu rasti i u sjenovitom staništu. Pojavljuje se i šumske zajednice smreke s kukurijekom na dolomitu (Helleborus niger-Piceetum) i šumske zajednice bijelog bora s kukurijekom na dolomitu (Helleborus niger-Pinetum sylvestris). U zoni jezera i u kanjonu Korane raste šumska zajednica crnog graba s jesenskom šašikom (Seslerio autumnalis-Ostryetum). Ostale značajnije vrste šumskog drveća su: obični grab, crna joha i crni bor.
U Parku je registrirano čak 1267 različitih biljnih vrsta od čega čak 50 vrsta orhideja.
Šuma je sastavni dio života lokalnog stanovništva. Drvo se koristi kao građevni materijal i za ogrjev. U prošlosti su neke šume iskrčene i zamijenjene livadama, travnjacima i oranicama, čime se nehotice pridonijelo biološkoj raznolikosti. Smanjivanjem broja stanovnika, dio je napušten i ponovno je narasla šuma. Jedna od vrijednosti Parka je jelovo-bukova prašuma Čorkova uvala, proglašena posebnim rezervatom šumske vegetacije 1965. godine.
Od rijetkih biljnih vrsta javljaju se: žuta gospina papučica (Cypripedium calceolus), jedna od najljepših europskih orhideja i jedna od 55 vrsta orhideja u Parku, zatim vrste Gentiana pneumonanthe, Ligularia sibirica i Spiraea cana.
Od gljiva ističe se saprofitska gljiva Camarops tubulina, koja živi na trulim stablima u prašumi Čorkovoj uvali. U Hrvatskoj se nalazi samo tamo, a nađena je u samo nekoliko europskih zemalja kao ugrožena i zaštićena vrsta.
- Bukva (lat. Fagus sylvatica)
- Zlatna jezičnica (lat. Ligularia sibirica)
- Crveni repuh (lat. Petasites hybridus)
- Plućna širištara (lat. Gentiana pneumonanthe)
- Medenika (lat. Melittis melissophyllum)
- Brdski različak (lat. Centaurea montana) izbliza

## Životinjski svijet
Na području Parka prisutna je velika bioraznolikost i mnogo različitih staništa za životinje: jezera, šume, travnjaci, stijene, špilje i dr.
Najatraktivniji dio Plitvičkih jezera su slapovi i sedrene barijere. To je također i posebno stanište, gdje rastu mahovine i raznolik mikroskopski svijet: alge, bakterije, ličinke kukaca i sl. Oni također sudjeluju u nastanku sedrenih barijera.
Šume su stanište za brojan životinjski svijet. Sloj lišća jedno je od najbogatijih mikrostaništa za životinjski svijet u svjetskim razmjerima. To je dom guštera, kukaca, raznih gljiva i bakterija. Zanimljiv je endemski kukac Molops plitvicensis, koji živi u brezovim šumama samo na Plitvicama. U Parku je registrirano 321 vrsta leptira, 157 vrsta ptica, te 20 vrsta šišmiša.
Na prostoru Parka pronađen je crni daždevnjak (Salamandra atra) vrlo rijetka vrsta koja živi u Alpama iznad 1200 m i vrlo se rijetko može naći na nadmorskim visinama ispod 1000 m. Na području Plitvica postoji stabilna populacija šišmiša širokouhog mračnjaka (Barbastella barbastellus), koji je vrlo osjetljiv na uznemiravanja i nedostatak hrane. Mali ćuk (Glaucidium passerinum) najmanji je europski ćuk, živi u crnogoričnim i mješovitim šumama na području Parka.
Na stijenama u kanjonu Korane gnijezdi se sivi sokol (Falco peregrinus) jedna od najbržih ptica na svijetu. Dok hvata plijen može postići brzinu i do 230 km/h. Može se naći na svim kontinentima, osim na Antartici.
Vode čini samo 1 % nacionalnog parka, ali predstavljaju jedan od njegovih najzanimljivijih dijelova. U vodi se razmnožavaju vretenca i komarci. Ima oko 35 vrsta vretenaca, što je četvrtina svih europskih vrsta vretenaca. Voda na Plitvicama bogata je vapnencem i kisikom pa se mogu naći i pastrve i riječni rakovi. Mogu naći i vrste, koje su vrlo zahtjevne prema ekološkim uvjetima poput vidre. Ona je noćna životinja i živi usamljenički pa se rijetko viđa.
Špilje na Plitvicama krško su stanište, sa stabilnom temperaturom, velikom vlažnošću i potpunim mrakom. Ovdje žive špiljske životinje prilagođene takvim uvjetima života poput šišmiša. U Rodićevoj špilji pronađena je nova vrsta kukaca Machaerites udrzali, koja je endemska i nije pronađena nigdje drugdje na svijetu.
Na livadama mogu se naći tri vrste leptira plavaca iz roda Maculinea, koji su među najugroženijim leptirima u Europi: močvarni plavac (Phengaris alcon), Veliki timijanov plavac (Phengaris arion) i gorski plavac (Phengaris rebeli). Na vlažnim travnjacima, pašnjacima i livadama živi ptica kosac. Gnijezdi se na livadama na Homoljcu i Brezovcu.
- Sivi vuk (lat. Canis lupus)
- Sivi sokol (lat. Falco peregrinus)
- Vidra (lat. Lutra lutra)
- Modra konjska smrt (lat. Calopteryx virgo)

## Povijest
Plitvička jezera bila su izložena ljudskom utjecaju tijekom povijesti. Ne predstavljaju napušten ili usamljeni rezervat prirode. Nalaze se duž važnog prometnog pravca, mjesto su susreta raznih kulturnih utjecaja.

### Rana povijest i srednji vijek
Ljudi su naseljavali područje Plitvičkih jezera tisućama godina. Tu su boravili: Iliri, Tračani, Kelti, Japodi, Rimljani, Avari, Slaveni i Turci. Za vrijeme Julija Cezara, Plitvička su jezera bila dio pokrajine Ilirika u Rimskom Carstvu. Kasnije nakon pada Rimljana, doseljavaju se Ostrogoti i Avari.
Hrvati se u 7. stoljeću trajno naseljavaju na ovom području. U srednjem vijeku, česti su bili napadi Mongola. Jezera su bila dio srednjovjekovnih hrvatskih kraljevstva, sve dok Hrvatska nije ušla u personalnu uniju s Ugarskom 1102. godine.
Dobro gospodarenje plemićkih obitelji Zrinskih i Frankopana dovelo je do gospodarskog oporavka na širem području. Na ostacima antičkog naselja Japoda i Rimljana sagrađen je samostan na Plitvičkim jezerima. Vjerojatno je pripadao pavlinima ili templarima. Danas su ostali samo ostaci zidova. Temelji su bili od sedrene stijene.

### Osmanski ratovi i Habsburgovci
Godine 1493., nedaleko od Plitvičkih jezera odigrala se važna bitka na Krbavskom polju u kojoj je bosanski sandžak-beg Hadum Jakub-paša porazio hrvatsku feudalnu vojsku pod zapovjedništvom bana Emerika Derenčina. Osmanlije su kasnije napredovale daleko na zapad u dubinu teritorija Hrvatske i Ugarske.
Godine 1527., hrvatsko plemstvo izabralo je Ferdinanda I. na saboru u Cetingradu za hrvatskoga kralja. Hrvatsko plemstvo se pri izboru najviše vodilo praktičnim razlozima. Očekivalo je naime, da će Ferdinand braniti Hrvatsku, tada teško ugroženu od Turaka. Godine 1538., kralj Ferdinand I. zapovjedio je osnivanje hrvatske Vojne krajine na granici Habsburške Monarhije i Otomanskog Carstva. To je utjecalo na život domaćih ljudi.
Uz domaće Hrvate na područje Vojne krajine doselili su se i pripadnici drugih naroda, kako bi sudjelovali u vojnoj službi. Među njima najbrojniji su bili Srbi, koji su bježali pred Turcima i dobili su utočište u napuštenim područjima u zamjenu za vojnu službu. Cjelokupno stanovništvo Vojne krajine, posebno krajišnici, imali su dužnost štititi ovo područje od stalnih nemira i strašnih razaranja.
Osmanlije su nekoliko puta kontrolirali područje Plitvičkih jezera. Od 1788. godine Plitvice su pod habsburškom vlašću i više nisu padale u turske ruke. Kada je osmanska prijetnja oslabila, Vojna krajina se vratila pod civilnu kontrolu hrvatskog bana.
Godine 1805., područje Plitvica bila je pod vlašću Napoleona, koji je osnovao Ilirske provincije. Nakon 1814., područje Plitvičkih jezera vratilo se pod habsburšku vlast. Od 1850., samo su profesionalni vojnici služili u Vojnoj krajini. To je također vrijeme nacionalnog buđenja u Hrvatskoj. Godine 1871., poznati hrvatski političar Eugen Kvaternik poginuo je sjeverno od Plitvičkih jezera u Rakovici. Hrvatska književnica Karla Kolesarić napisala je zbirku „Priče i pripovijetke s Plitvičkih jezera“ koja je prvi put objavljena u Zagrebu 1931. godine, a ilustracije je naslikao cijenjeni hrvatski slikar i strip majstor Andrija Maurović. Cijela knjiga koncipirana je u obliku osam kratkih priča koje bajkovito opisuju nastanak Plitvičkih jezera i njihovih imena učeći o istinskim vrijednostima.
Područje je bilo dio Banovine Hrvatske u Kraljevini Jugoslaviji, a zatim dio SR Hrvatske u okviru SFRJ. Danas je dio Republike Hrvatske.

### Krvavi Uskrs 1991.
Srpski pobunjenici održali su miting 25. ožujka 1991. godine s ciljem, da Plitvice budu u sastavu tzv. SAO Krajine. Dan kasnije, dolazi do smjene uprave Nacionalnog parka, a zastava tzv. SAO Krajine osvanula je na koranskom mostu. Petnaestak naoružanih kninskih policajaca upalo je u upravnu zgradu Nacionalnog parka, kako bi provelo odluku skupštine općine Korenica o pripojenju poduzeća tzv. Krajini.
Nekoliko stotina pripadnika specijalne postrojbe MUP-a Rakitje, kojom je zapovijedao Josip Lucić (kasnije general zbora i načelnik GS OS-a RH), specijalne postrojbe MUP-a Kumrovec te antiterorističke jedinice Lučko krenulo je noć uoči Uskrsa put Plitvica. U ranim jutarnjim satima 31. ožujka, na glavnom pravcu kretanja, kolona vozila s hrvatskim specijalcima napadnuta je iz zasjede na glavnoj prometnici nedaleko od plitvičkih hotela i pratećih objekata. Vozač autobusa u kojem su bili pripadnici antiterorističke jedinice Lučko bio je Ljubo Ćesić-Rojs.Iako je akcija u potpunosti uspjela nakon nekoliko sati borbe i na Plitvicama je uspostavljen red te uhićeno 29 pobunjenika, među kojima i Goran Hadžić, ostat će upamćena po prvoj hrvatskoj žrtvi – poginuo je hrvatski policajac Josip Jović (22 godine), a sedam pripadnika specijalne policije je ranjeno. Na mjestu gdje je stradao Josip Jović podignuto je spomen-obilježje.

### Razvoj turizma
Prvi ozbiljni počeci turizma na Plitvičkim jezerima potječu 1861. godine. Oficiri Vojne krajine sagradili su te godine prvu turističku kuću nazvanu "carska kuća" na Velikoj poljani s kapacitetom od samo 3 sobe. Godine 1894., Plitvička jezera je posjetilo 1000 turista i putnika. Hotel s 28 soba izgrađen je 1896. godine. Godine 1922. bilo je 250 soba. Puno je na razvoj turizma utjecala gradnja ličke pruge 1927. godine. Godine 1937., bilo je 668 smještajnih mjesta, 24.000 noćenja od čega 18.000 domaćih i 6000 stranih turista. Hotel je 1938. godine izgorio, a u Drugom svjetskom ratu uništeno je gotove sve do tada sagrađeno.
Poslije Drugog svjetskog rata, izgrađen je hotel "Jezero" s 500 postelja, turističko naselje Medveđak, restoran "Lička kuća" s tradicionalnim jelima i jedinstvenom ličkom arhitekturom, stambeno naselje Mukinje za osoblje s dječjim vrtićem i knjižnicom. Sagrađene su i ceste. Državna cesta od Zagreba prema Splitu prolazi kroz Plitvička jezera. Sagrađeni su i plinovodi i dalekovodi, uređene pješačke staze, uveden prijevoz manjim brodovima i provedena daljnja znanstvena istraživanja. Godine 1971. bilo je oko 1000 postelja u Nacionalnom parku i oko 200 u blizini parka te kamp naselje s oko 15.500 smještaja u šatorima. Proglašenjem Plitvičkih jezera svjetskom baštinom pod zaštitom UNESCO-a 1979. godine nastavljen je ubrzani razvoj turizma u samom nacionalnom parku koji je svoj vrhunac doživio predratnih godina. Tijekom Domovinskog rata područje Plitvičkih jezera je bilo okupirano, te nije zabilježilo nikakav turistički rezultat. Tek nakon operacije Oluja i oslobođenja Plitvička jezera ponovno doživljavaju stvarni uzlet u broju posjetitelja koji je tijekom nekoliko godina dosegao prijeratne brojke.

## Legenda
Plitvička jezera sastoje se od 16 jezera koja su smještena na području između Male Kapele i Plješivice u Lici. Cijeli se ovaj kraj na nekim kartama još uvijek naziva Vražji vrt, zbog svojeg položaja i povijesti. Prema legendi Plitvička su jezera nastala nakon velike suše. Ljudi, životinje i bilje, čeznuli su za kapljicom vode. Narod se molio i molio. Tada se u dolini pojavi Crna Kraljica sa svojom veličanstvenom pratnjom; ona se smilovala narodu i uz jak vjetar i grmljavinu na zemlju je konačno pala kiša. Kiša je padala tako dugo, dok razina vode nije narasla dovoljno, da oformi jezera.

## Sport
Na području nacionalnog parka održava se Plitvički maraton, utemeljen 1981. Danas je to jedan od najpopularnijih i najstarijih maratona u Hrvatskoj.